# Атнашевське сільське поселення
Атна́шевське сільське поселення (рос. Атнашевское сельское поселение) — муніципальне утворення у складі Канаського району Чувашії, Росія. Адміністративний центр — присілок Атнашево.

## Населення
Населення — 1075 осіб (2019, 1220 у 2010, 1195 у 2002).

## Склад
До складу поселення входять такі населені пункти:
| Населений пункт     | Населення, осіб (2002) | Населення, осіб (2010) |
| ------------------- | ---------------------- | ---------------------- |
| Атнашево, присілок  | 975                    | 997                    |
| Калиновка, присілок | 220                    | 223                    |